# Дарбинян, Левон Хнгяносович
Левон Хнгяносович (Хнканосович) Дарбинян (арм. Դարբինյան Լևոն Հնքանոսի, 29 мая 1905 — 28 декабря 1943) — участник Великой Отечественной войны, Герой Советского Союза, советский офицер, командир 69-й механизированной бригады 9-го механизированного корпуса 3-й гвардейской танковой армии 1-го Украинского фронта, полковник.

## Биография
Родился 29 мая 1905 года в селении Аластан Тифлисской губернии Российской империи (сейчас село Аластан, Ахалкалакский район, Грузия). Окончил сельскую школу. В 1921 году участвовал в боях, нацеленных на изгнание интервентов, при этом, являлся участником становления советской власти в стране. После установления власти в Грузии с 1921-1924 годы работал в милиции.
В октябре 1924 года был призван в ряды Рабоче-Крестьянской Красной Армии и был направлен в Армянскую объединённую военную школу, которую в 1927 году с успехом закончил. В 1928 году окончил Закавказскую пехотную школу, находящуюся в Тбилиси. После некоторого времени службы в армии для дальнейшего повышения квалификации был командирован на высшие офицерские курсы «Выстрел», которые окончил в 1934 году. После этого продолжил своё обучение в Военной академии имени М. В. Фрунзе. После окончания обучения в академии продолжил свою службу в армии.
С июня 1941 года воевал в составе 69-й механизированной бригады (9-й механизированный корпус, 3-я гвардейская танковая армия) на Центральном и Северо-Западном фронтах Великой Отечественной войны в звании полковника в качестве командира полка и заместителя командира 244-й стрелковой дивизии.
В конце сентября 1941 года после тяжёлого ранения и последующей госпитализации командира М. Д. Сиянина занимал должность комбрига.
Бригада под его командованием до 26 октября вела тяжёлые бои на Букринском плацдарме. С 26 октября по 1 ноября бригада в составе 9-го механизированного корпуса была скрытно переброшена на Лютежский плацдарм, который находился севернее Киева.
5 ноября 69-я механизированная бригада полковника Левона Дарбиняна перешла в наступление в обход Киева с запада в юго-западном направлении. Быстро прорвав оборону гитлеровцев, бригада развила наступление по восточному берегу реки Ирпень, где перекрыла мосты и броды, не дав противнику подвести свои резервы к Киеву.
В ночь на 6 ноября 69-я механизированная бригада совместно с 53-м танковым полком атаковала Белогородку. Танки, включив фары и сирены и ведя огонь из пушек и пулемётов, наступали вперёд, а вслед за танками шли мотострелки. Эта ночная атака со световым и шумовым эффектами оказала сильное психологическое действие на гитлеровцев. Овладев Белогородкой, бригада развила наступление на Кожанку через село Плесецкое, города Фастов и Триллесы.
11 ноября превосходящие силы противника перешли в наступление на Кожанку с юга. По приказу командующей 3-й гвардейской танковой армией 69-я механизированная бригада была вынуждена отойти к Фастову и там занять оборону.
В ночь на 14 ноября бригаду сменил подошедший 50-й стрелковый корпус. 18 ноября 69-я механизированная бригада, в которой осталось менее тысячи человек из положенных 3500 и всего 7 танков из 38, заняла оборону в районе села Хомутец, которое находится 6 километрах юго-восточнее города Брусилов.
Утром 23 ноября после артиллерийского налёта гитлеровцы силами 19-й и 25-й танковых дивизий с юга атаковали позиции 69-й механизированной бригады. Из-за превосходящих сил противника бригада по приказу командира полковника Левона Дарбиняна отступила в район деревни Дубровка. Обеспечивая отход 9-го механизированного корпуса, вела ожесточённый бой.
Выполнив боевую задачу, оставшиеся 500 человек в бригаде отошли в район деревни Старицкая, а затем в село Марьяновка, перейдя во второй эшелон корпуса.
До 20 декабря 69-я механизированная бригада в составе 9-го механизированного корпуса вела оборонительные бои, принимая пополнение и готовясь к предстоящему наступлению, а в ночь на 21 декабря 9-й механизированный корпус сменил войска 38-й армии. На следующую ночь 9-й механизированный корпус сосредоточился севернее Киевско-Житомирского шоссе в районе Раевка, Комаровка, Спорное.
24 декабря 69-я механизированная бригада под командованием полковника Левона Дарбиняна в составе 9-го механизированного корпуса вводится в прорыв, сделанный частями 22-го и 101-го стрелковых корпусов. Бригада, наступая правее села Раковичи — Забелочье — Кочерово, достигла села Кочерово в 18.00 и свернув на 90° на запад, взяла курс на Коростышев вдоль шоссе Киев — Житомир в первом эшелоне 9-й механизированного корпуса.
27 декабря по окончании тяжёлых боёв, упорно атакуя оборону гитлеровцев, 69-я механизированная бригада подошла к Коростышеву, но в результате этих боёв командир бригады Левон Дарбинян, получив тяжёлое ранение, 28 декабря умер. Командиром 69-я механизированной бригады стал подполковник А. А. Алексеев.
Был похоронен в парке города Коростышев (Житомирская область, УССР).
Указом Президиума Верховного Совета СССР «О присвоении звания Героя Советского Союза генералам, офицерскому, сержантскому и рядовому составу Красной Армии» от 10 января 1944 года за «образцовое выполнение боевых заданий командования на фронте борьбы с немецко-фашистскими захватчиками и проявленные при этом отвагу и геройство» был удостоен посмертно звания Героя Советского Союза.

## Память
- В городе Коростышев Житомирской области установлен памятник, в его честь названа улица и средняя школа № 2 (ныне УВК «Общеобразовательная школа І -ІІ ступени — лицей информационных технологий»).
- В его родном селе Аластан Ахалкалакской области республики Грузия односельчане установили памятный бюст.

## Награды
- Медаль «Золотая Звезда»;
- 2 ордена Ленина;
- 2 ордена Красной Звезды;
- орден Отечественной войны I степени;
- медали.